# Henriettea
Genre
Classification APG III (2009)
Synonymes
- Henriettella Naudin in Ann. Sci. Nat., Bot., sér. 3, 18: 107 (1852)
- Llewelynia Pittier in Bol. Soc. Venez. Ci. Nat. 5: 307 (1939)
- Phyllopus DC. in Prodr. 3: 177 (1828)
- Henrietia Rchb. ortho. var.
- Henrietta Macfad. ortho. var.

Henriettea est un genre de plantes à fleurs de la famille des Melastomataceae dont les espèces sont originaires d'Amérique.

## Liste des espèces
- Henriettea acunae (Alain) Alain
- Henriettea aggregata (D.Don) J.F.Macbr.
- Henriettea angustifolia O.Berg ex Triana
- Henriettea barkeri (Urb. & Ekman) Alain
- Henriettea boliviensis (Cogn.) Penneys, Michelang., Judd & Almeda
- Henriettea bracteosa (Wurdack) Penneys, Michelang., Judd & Almeda
- Henriettea caudata (Gleason) Penneys, Michelang., Judd & Almeda
- Henriettea ciliata (Urb. & Ekman) Alain
- Henriettea cuabae (Urb.) Borhidi
- Henriettea cuneata (Standl.) L.O.Williams
- Henriettea duckeana (Hoehne) Penneys, Michelang., Judd & Almeda
- Henriettea ekmanii (Urb.) Alain
- Henriettea fascicularis (Sw.) M.Gómez
- Henriettea fissanthera (Gleason) Penneys, Michelang., Judd & Almeda
- Henriettea flavescens Baill.
- Henriettea gibberosa (Urb.) Alain
- Henriettea glabra (Vell.) Penneys, Michelang., Judd & Almeda
- Henriettea gomesii Brade
- Henriettea goudotiana (Naudin) Penneys, Michelang., Judd & Almeda
- Henriettea granulata O.Berg ex Triana
- Henriettea heteroneura (Gleason) Penneys, Michelang., Judd & Almeda
- Henriettea hondurensis (Wurdack) Penneys, Michelang., Judd & Almeda
- Henriettea horridula Pilg.
- Henriettea hotteana (Urb. & Ekman) Alain
- Henriettea ininiensis (Wurdack) Penneys, Michelang., Judd & Almeda
- Henriettea lasiostylis Pilg.
- Henriettea lateriflora (Vahl) R.A.Howard & E.A.Kellogg
- Henriettea lawrancei (Gleason) Penneys, Michelang., Judd & Almeda
- Henriettea loretensis (Gleason) J.F.Macbr.
- Henriettea lundellii (Wurdack) Penneys, Michelang., Judd & Almeda
- Henriettea macfadyenii (Triana) Alain
- Henriettea maguirei (Wurdack) Penneys, Michelang., Judd & Almeda
- Henriettea manarae (Wurdack) Penneys, Michelang., Judd & Almeda
- Henriettea maroniensis Sagot
- Henriettea martiusii (DC.) Naudin
- Henriettea megaloclada (Urb. & Ekman) Alain
- Henriettea membranifolia (Cogn.) Alain
- Henriettea mucronata (Gleason) S.S.Renner
- Henriettea multiflora Naudin
- Henriettea multigemma Carmenate & Michelang.
- Henriettea odorata (Markgr.) Penneys, Michelang., Judd & Almeda
- Henriettea ovata (Cogn.) Penneys, Michelang., Judd & Almeda
- Henriettea patrisiana DC.
- Henriettea prancei (Wurdack) Penneys, Michelang., Judd & Almeda
- Henriettea punctata M.Gómez
- Henriettea ramiflora (Sw.) DC.
- Henriettea reflexa (Urb. & Ekman) Alain
- Henriettea rimosa (Wurdack) Penneys, Michelang., Judd & Almeda
- Henriettea saldanhaei Cogn.
- Henriettea seemannii (Naudin) L.O.Williams
- Henriettea sessilifolia (L.) Alain
- Henriettea sierrae Carmenate & Bécquer
- Henriettea spruceana Cogn.
- Henriettea squamata (Alain) Alain
- Henriettea squamulosa (Cogn.) Judd
- Henriettea stellaris O.Berg ex Triana
- Henriettea steyermarkii (Wurdack) Penneys, Michelang., Judd & Almeda
- Henriettea strigosa Gleason
- Henriettea succosa DC.
- Henriettea tachirensis (Wurdack) Penneys, Michelang., Judd & Almeda
- Henriettea tobagensis (Wurdack) Penneys, Michelang., Judd & Almeda
- Henriettea tovarensis (Cogn.) Penneys, Michelang., Judd & Almeda
- Henriettea trachyphylla (Triana) Penneys, Michelang., Judd & Almeda
- Henriettea triflora (Vahl) Alain
- Henriettea tuberculosa (Donn.Sm.) L.O.Williams
- Henriettea uniflora Judd, Skean, Penneys & Michelang.
- Henriettea verrucosa (Triana) J.F.Macbr.
- Henriettea williamsii (Pittier) Penneys, Michelang., Judd & Almeda